# James Ambrose Cutting
James Ambrose Cutting (Massachusetts, 1814 - Worcester, 31 juillet 1867) est un photographe américain, inventeur de l'ambrotype en 1854.